# منصور میرزاکوچکی بروجنی
منصور میرزاکوچکی بروجنی (زادهٔ ۱۳۴۳ در بروجن) نمایندهٔ حوزهٔ انتخابیهٔ بروجن در دورهٔ ششم مجلس شورای اسلامی بوده‌است.  وی از جمله نمایندگانی بود که در تحصن مجلس ششم مشارکت داشته است. وی در انتخابات هفتمین دوره مجلس شورای اسلامی، نیز تأیید صلاحیت شده و در رقابت حضور داشت.